# Jolien D’Hoore
Jolien D’Hoore (ur. 14 marca 1990) – belgijska kolarka szosowa i torowa, brązowa medalistka olimpijska w omnium (2016).

## Najważniejsze osiągnięcia

### Kolarstwo szosowe
2008
- 1. miejsce na 1. etapie Omloop van Borsele

2012
- 1. miejsce w mistrzostwach Belgii (start wspólny)

2013
- 1. miejsce w Dwars door de Westhoek
- 3. miejsce w Cholet Pays de Loire Dames

2014
- 1. miejsce w mistrzostwach Belgii (start wspólny)
- 1. miejsce w Diamond Tour
- 1. miejsce na 5. etapie Boels Rental Ladies Tour
- 2. miejsce w BeNe Ladies Tour
  - 1. miejsce w klasyfikacji punktowej
  - 1. miejsce na 1. i 2b. etapie
- 2. miejsce w Ronde van Gelderland
- 2. miejsce w Cholet Pays de Loire Dames
- 2. miejsce w Dwars door de Westhoek

2015
- 1. miejsce w mistrzostwach Belgii (start wspólny)
- 1. miejsce w BeNe Ladies Tour
  - 1. miejsce w klasyfikacji punktowej
  - 1. miejsce na 1., 2a. i 2b. etapie
- 1. miejsce w Diamond Tour
- 1. miejsce w Omloop van het Hageland
- 1. miejsce w Ronde van Drenthe
- 1. miejsce w Open de Suède Vårgårda
- 1. miejsce na 1. i 2. etapie Boels Rental Ladies Tour
- 1. miejsce na 1. etapie Energiewacht Tour
- 2. miejsce w The Women’s Tour
  - 1. miejsce na 2. etapie
- 2. miejsce w Ronde van Vlaanderen
- 2. miejsce w Dwars door de Westhoek
- 2. miejsce w La Course by Le Tour de France
- 3. miejsce w klasyfikacji Pucharu Świata

2016
- 1. miejsce w BeNe Ladies Tour
  - 1. miejsce w klasyfikacji punktowej
  - 1. miejsce na 1., 3. i 4. (ITT) etapie
- 1. miejsce w Madrid Challenge by La Vuelta

2017
- 1. miejsce w mistrzostwach Belgii (start wspólny)
- 1. miejsce w Tour of Chongming Island
  - 1. miejsce w klasyfikacji górskiej
  - 1. miejsce na 2. i 3. etapie
- 1. miejsce w Omloop van het Hageland
- 1. miejsce w Grand Prix de Dottignies
- 1. miejsce w Madrid Challenge by La Vuelta
- 1. miejsce na 1. etapie Ladies Tour of Norway
- 1. miejsce na 4. etapie Giro Rosa
- 1. miejsce na 5. etapie The Women’s Tour
- 2. miejsce w Gandawa-Wevelgem

2018
- 1. miejsce w Driedaagse Brugge–De Panne
- 1. miejsce na 1. etapie The Women’s Tour
- 1. miejsce na 3. i 4. etapie Giro Rosa
- 2. miejsce w Gandawa-Wevelgem

## Rankingi

### Kolarstwo szosowe
| Rok            | 2010 | 2011 | 2012 | 2013 | 2014 | 2015 | 2016 | 2017 | 2018 | 2019 | 2020 | 2021 |
| -------------- | ---- | ---- | ---- | ---- | ---- | ---- | ---- | ---- | ---- | ---- | ---- | ---- |
| Ranking UCI    | 199. | -    | 120. | 47.  | 14.  | 3.   | 29.  | 7.   | 11.  | 114. | 27.  | 41.  |
| Puchar Świata  | -    | -    | -    | 108. | 24.  | 3.   |      |      |      |      |      |      |
| UCI World Tour |      |      |      |      |      |      | 37.  | 6.   | 9.   | 68.  | 20.  | 54.  |
|                |      |      |      |      |      |      |      |      |      |      |      |      |
| Źródło: UCI    |      |      |      |      |      |      |      |      |      |      |      |      |